# Jaeger Table
Der Jaeger Table ist ein 2030 m hoher Tafelberg im westantarktischen Queen Elizabeth Land. Im Dufek-Massiv der Pensacola Mountains ragt er am Worcester Summit auf.
Der United States Geological Survey (USGS) kartierte ihn 1968 anhand eigener Vermessungen und Luftaufnahmen der United States Navy aus dem Jahr 1964. Der US-amerikanische Geologe Arthur B. Ford benannte ihn nach James Walter Jaeger, Pilot einer LC-130 Hercules der Flugstaffel VXE-6 zur Unterstützung der Arbeiten des USGS in diesem Gebiet zwischen 1976 und 1977.